# هبمد
هي بديل لببمد، عبارة عن قاعدة بيانات بديلة عن الطبية الحيوية التي تنتجها المكتبة الوطنية للطب.تقوم بدمج البيانات من الببمد مع مصادر أخرى ويتم تحويل المعلومات اليه. من ميزاتها: الحصول على نتائج البحث ذات الصلة وتقدير الاقتباسات المباشرة ووضع العلامات وعرض الرسومات للمقالات المرتبطة وتمكن المستخدم من ترتيب المقالات في قوائم. توفر هبمد مساعدة للمستخدمين لفهم المصطلحات العلمية والإختصارات الموجودة في المقالات بشكل أفضل، يمكن أيضا تعزيز عمليات البحث باستخدام ببمد.